# Ниссен, Аня
Аня Ниссен (дат. Anja Nissen; род. 6 ноября 1996, Винмэли, Австралия) — австралийско-датская певица, автор песен, актриса и танцовщица. В 2014 году выиграла в австралийском шоу «The Voice». В 2016 году участвовала в датском отборе Евровидения, оказавшись на втором месте с песней «Never Alone», а в 2017 году победила с песней «Where I Am».